# Englisch-Niederländischer Krieg (1780–1784)
Der Vierte Englisch-Niederländische Krieg war ein militärischer Konflikt zwischen dem Königreich Großbritannien und den Vereinigten Provinzen der Niederlande in den Jahren 1780 bis 1784. Es war der vierte in einer Reihe Englisch-Niederländischer Seekriege im 17. und 18. Jahrhundert. 

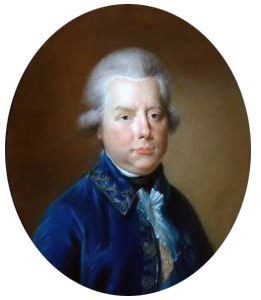
Wilhelm V. von Nassau-Oranien; Gemälde von Johann Friedrich August Tischbein

## Vorgeschichte
Der Ausbruch des Amerikanischen Unabhängigkeitskrieges (1775–1783) führte in den Vereinigten Niederlanden zu Sympathiebekundungen für die Bestrebungen der amerikanischen Siedler. Die in der Republik ohnehin vorhandene anti-britische Stimmung, hervorgerufen durch den wirtschaftlichen Abstieg der Generalstaaten und gleichzeitigem Aufstieg der britischen Seemacht, steigerte sich gleichzeitig und machte sich bald in der wirtschaftlichen Unterstützung der amerikanischen Kolonien bemerkbar. Von den niederländischen Besitzungen in Westindien aus, und hier besonders von St. Eustatius, wurden große Mengen an Waffen und Munition an die Kolonisten verkauft.
Bereits im Februar 1777 sandte die britische Regierung ein Memorandum an die Generalstaaten, in dem sie die sofortige Einstellung dieser Aktivitäten und die Ablösung des niederländischen Gouverneurs dieser Insel forderte. Andernfalls würde die Royal Navy selbst dagegen vorgehen. Der Ton des Memorandums brüskierte die niederländische Öffentlichkeit, die bereits wegen zahlreicher Übergriffe der Briten auf niederländische Handelsschiffe aufgebracht war.
Obwohl selbst eher pro-britisch eingestellt, hatte der Statthalter Wilhelm V. (1748–1806) keine andere Wahl, als Kriegsvorbereitungen treffen zu lassen. Im Herbst 1779 wurde ein niederländischer Westindien-Konvoi erstmals im Ärmelkanal von britischen Schiffen beschossen und in den Hafen von Plymouth abgedrängt. Im Herbst 1780 wurden weitere Schiffe durchsucht und dabei Dokumente gefunden, welche bewiesen, wie eng die amerikanisch-niederländischen Handelsbeziehungen waren.

## Verlauf
Der offene Kriegsausbruch war nun unvermeidlich und erfolgte im Dezember 1780. Die niederländische Flotte war zu diesem Zeitpunkt jedoch kein ernstzunehmender Gegner mehr für die Royal Navy. Zudem war die niederländische Admiralität von der Partei der probritischen Orangisten beherrscht, die eine entschlossene Kriegsführung verhinderte. Die britische Regierung ging deshalb davon aus, dass es einfach werden würde, die niederländischen Kolonien zu erobern und damit den sich bereits abzeichnenden Verlust der nordamerikanischen Kolonien zu kompensieren.
Tatsächlich erwies sich der Krieg schon im Winter 1781 als ein Desaster für die Generalstaaten. Allein im Januar wurden 200 niederländische Handelsschiffe aufgebracht. Im Februar eroberte Admiral George Rodney (1718–1792) die Insel St. Eustatius. Zum einzigen größeren, aber unentschiedenen Treffen der beiden Flotten kam es am 5. August 1781 in der Schlacht auf der Doggerbank. In den folgenden Monaten wichen die Niederländer weiteren Schlachten aus. Die Briten hingegen eroberten die westafrikanischen Besitzungen der WIC sowie einige Kolonien der VOC. Allein letztere Handelskompanie verlor 10 Millionen Gulden an Schiffsfracht.
Nur das Eingreifen der französischen Marine – Frankreich befand sich seit 1779 ebenfalls mit England im Krieg – sicherte die niederländische Position. Französische Kriegsschiffe eroberten die meisten afrikanischen und fernöstlichen Kolonien zurück. Am 2. September 1783 kam es beim Friedenskongress in Paris zum Abschluss eines Präliminarfriedens, der aber erst Monate später, am 30. Mai 1784, zum Abschluss des Pariser Friedens führten.